# Neoseiulus argillaceus
Neoseiulus argillaceus är en spindeldjursart som först beskrevs av Kolodochka och O.N. Bondarenko 1993.  Neoseiulus argillaceus ingår i släktet Neoseiulus och familjen Phytoseiidae. Inga underarter finns listade i Catalogue of Life.